# Вікаш Дорасо
Віка́ш Дорасо́ (фр. Vikash Dhorasoo, [vi.kaʃ dɔ.ʁa.sɔ ]), нар. 10 жовтня 1973, Арфлер) — колишній французький футболіст, що грав на позиції півзахисника.
Виступав, зокрема, за «Ліон», у складі якого ставав володарем Кубка французької ліги, дворазовим володарем Суперкубка Франції та дворазовим чемпіоном Франції. Також виступав за «Парі Сен-Жермен» та «Бордо», з якими вигравав Кубок Франції та Кубок французької ліги відповідно. Крім того грав в Італії за «Мілан» та «Ліворно», вигравши разом з першим Суперкубок Італії. У складі національної збірної Франції — віце-чемпіон світу 2006 року.

## Клубна кар'єра
Народився в містечку Арфлер, що поблизу Гавра в Нормандії. Почав свою футбольну кар'єру в «Гаврі», де він дебютував матчі з «Сент-Етьєном» в серпні 1993 року і вважався дуже перспективним півзахисником, а також одним з найкращих дриблерів. В складі своєї першої команди провів п'ять сезонів, взявши участь у 137 матчах чемпіонату.
Своєю грою за цю команду привернув увагу представників тренерського штабу «Ліона», до складу якого приєднався влітку 1998 року. Відіграв за команду з Ліона наступні три сезони своєї ігрової кар'єри. 2001 року Вікаш виграв свій перший трофей — Кубок французької ліги, відігравши у фіналі проти «Монако» 118 хвилин (2:1). Проте незабаром після цього Дорасо був відданий в оренду в «Бордо» на сезон 2001/02. З «Бордо» Дорасо вдруге поспіль виграв кубок французької ліги, відігравши і цього разу весь фінальний матч проти «Лорьяна» (3:0).
Влітку 2002 року Вікаш повернувся в «Ліон» і майже відразу виграв свій черговий трофей — Суперкубок Франції, в якому навіть забив один з голів у ворота «Лорьяна» (5:1). В наступний двох сезонах Дорасо з «Ліоном» виграв два поспіль чемпіонати французької Ліги 1, а також Суперкубок Франції 2003 року.
Влітку 2004 року Дорасо переїхав в Італію, де став виступати за «Мілан». У «Мілані» французький легіонер майже відразу виграв трофей, вийшовши на поле в кінцівці матчу на Суперкубок Італії проти «Лаціо» (3:0) замість Массімо Амброзіні. Проте в подальшому Дорасо програв конкуренцію за місце в центрі поля таким футболістам як Кака, Зедорф, Пірло, Гаттузо і Руй Кошта, тому на поле виходив достатньо рідко. Він також залишився на лавці запасних у фіналі Ліги Чемпіонів 2005 року, коли «Ліверпуль» у драматичному матчі переміг «Мілан» у серії пенальті. Всього протягом сезону за «Мілан» Дорасо провів 12 матчів в чемпіонаті, після чого повернувся до Франції, підписавши контракт з «Парі Сен-Жерменом».
У Парижі Дорасо став основним гравцем команди, провів за сезон 37 матчів та виграв Кубок Франції, забивши у фіналі переможний гол «Марселю» з 25 метрів (2:1). У вересні 2006 року на прес-конференції Дорасо сильно розкритикував тренера Гі Лякомба, після чого потрапив в резерв, а через місяць парижани розірвали контракт з півзахисником. Таким чином, Дорасо став першим футболістом з 1973 року, якого вигнали з ПСЖ.
3 липня 2007 року «Ліворно» оголосило про повернення Дорасо до Італії. Однак за «Ліворно» він так і не зіграв. У жовтні того ж року клуб розірвав контракт з футболістом через розбіжності. За словами президента клубу, Дорасо відмовився грати за Прімаверу, щоб набирати форму.
Після цього, незважаючи на пропозицію від клубу французької Ліги 2 «Гренобля», Дорасо 11 січня 2008 року вирішив закінчити ігрову кар'єру.

## Виступи за збірну
1996 року у складі олімпійської збірної Франції брав участь у футбольному турнірі на літніх Олімпійських іграх в США. Вікаш зіграв в усіх чотирьох матчах своєї збірної і дійшов з нею до чвертьфіналу.
27 березня 1999 року дебютував в офіційних матчах у складі національної збірної Франції у матчі зі збірною України (0:0).
У складі збірної був учасником чемпіонату світу 2006 року у Німеччині, де разом з командою здобув «срібло». Після «мундіалю», де Дорасо практично не грав, він оприлюднив документальний фільм про час проведений у французькій команді протягом місяця турніру, який викликав багато гніву з боку тренера збірної Франції Раймона Доменека та Федерації Футболу Франції. Дорасо був попереджений про заборону на публікацію документального фільму. У відповідь на це, він пішов зі збірної Франції, сказавши: «Я більше не зацікавлений в грі за „Les Bleus“. Все скінчено».
Всього протягом кар'єри у національній команді, яка тривала 8 років, Вікаш провів у формі головної команди країни 8 матчів, забивши 1 гол в ворота збірної Кіпру.

## Особисте життя
Дорасо індо-маврикійського походження. Він належить до спільноти телуґу, його предки мігрували як наймані працівники на Маврикій з держави на півдні індійського штату Андхра-Прадеш, і були індуїстської віри. До футболу він почав вчитися в університеті економіки.
Одружений з давньою подругою Емілі, мають двох дочок, Роуз (нар. 8 березня 2003 року) і Сару (13 березня 2005 року).
Він активно виступав проти фанатизму і 2003 року він почав активно підтримувати «Парі Фут Гей», футбольний клуб який бореться з гомофобією та іншими дискримінації в спорті. Дорасо також активно працює над боротьбою з бідністю в таких країнах, як Маврикій та створив кілька програм проти бідності.
З 2007 року Дорасо грає в турнірах з покеру, переважно у Франції. Він збагатився на двох турнірах Європейського покерного тура, а також має ряд інших виграшів у другорядних турнірах.
Найбільший виграш Дорасо на турнірі на сьогоднішній день становить $187 887 за перемогу в безлімітному холдем з сумою в $ 2,200 на головній події турніру Barrier Poker Tour 2010. З 2011 року його загальний чистий дохід в покерних турнірах перевищує $ 400 000.

## Статистика
| Чемпіонат | Чемпіонат         | Чемпіонат  | Ліга | Ліга |
| Сезон     | Клуб              | Ліга       | Ігри | Голи |
| Франція   | Франція           | Франція    | Ліга | Ліга |
| --------- | ----------------- | ---------- | ---- | ---- |
| 1993/94   | «Гавр»            | Дивізіон 1 | 8    | 0    |
| 1994/95   | «Гавр»            | Дивізіон 1 | 30   | 2    |
| 1995/96   | «Гавр»            | Дивізіон 1 | 30   | 0    |
| 1996/97   | «Гавр»            | Дивізіон 1 | 36   | 0    |
| 1997/98   | «Гавр»            | Дивізіон 1 | 34   | 2    |
| 1998/99   | «Ліон»            | Дивізіон 1 | 34   | 2    |
| 1999/00   | «Ліон»            | Дивізіон 1 | 32   | 0    |
| 2000/01   | «Ліон»            | Дивізіон 1 | 27   | 3    |
| 2001/02   | «Бордо»           | Дивізіон 1 | 28   | 1    |
| 2002/03   | «Ліон»            | Ліга 1     | 37   | 2    |
| 2003/04   | «Ліон»            | Ліга 1     | 31   | 4    |
| Італія    | Італія            | Італія     | Ліга | Ліга |
| 2004/05   | «Мілан»           | Серія A    | 12   | 0    |
| Франція   | Франція           | Франція    | Ліга | Ліга |
| 2005/06   | «Парі Сен-Жермен» | Ліга 1     | 34   | 0    |
| 2006/07   | «Парі Сен-Жермен» | Ліга 1     | 3    | 0    |
| Італія    | Італія            | Італія     | Ліга | Ліга |
| 2007/08   | «Ліворно»         | Серія A    | 0    | 0    |
| Країна    | Франція           | Франція    | 364  | 16   |
| Країна    | Італія            | Італія     | 12   | 0    |
| Всього    | Всього            | Всього     | 376  | 16   |

| Збірна Франції | Збірна Франції | Збірна Франції |
| Роки           | Ігри           | Голи           |
| -------------- | -------------- | -------------- |
| 1999           | 2              | 0              |
| 2000           | 0              | 0              |
| 2001           | 0              | 0              |
| 2002           | 0              | 0              |
| 2003           | 0              | 0              |
| 2004           | 1              | 0              |
| 2005           | 11             | 1              |
| 2006           | 4              | 0              |
| Всього         | 18             | 1              |

## Титули і досягнення
- Володар Кубка французької ліги (2):

«Ліон»: 2000-01
«Бордо»: 2001-02
- Володар Суперкубка Франції (2):

«Ліон»: 2002, 2003
- Чемпіон Франції (2):

«Ліон»: 2002-03, 2003-04
- Володар Суперкубка Італії (1):

«Мілан»: 2004
- Володар Кубка Франції (1):

«Парі Сен-Жермен»: 2005-06
- Віце-чемпіон світу: 2006